# Il crepuscolo della notte eterna
(par. 325)
È un librogame dello scrittore inglese Joe Dever, realizzato con la collaborazione di suo figlio, Ben Dever, e di Vincent Lazzari dopo la morte dell'autore. È stato pubblicato per la prima volta in Italia nel 2021 a cura di Vincent Books, marchio di Raven Distribution, prima ancora dell'edizione originale, scritta in inglese.
Il Crepuscolo Della Notte Eterna è il trentunesimo dei volumi pubblicati della saga Lupo Solitario, scritto da Ben Dever, figlio dell'imperatore della serie, e da Vincent Lazzari, suo collaboratore, grazie alle indicazioni lasciate dal creatore della serie come eredità nelle sue ultime settimane di vita .
Per l'undicesima volta il protagonista non è più il supremo maestro Kai (Ramas nella vecchia traduzione italiana) Lupo Solitario, ma uno dei suoi allievi del "Nuovo ordine": è il lettore che deve scegliere il nome del proprio personaggio, o attraverso una combinazione di due nomi (estratti a sorte da due elenchi) oppure ideato direttamente dal lettore.

## Trama
Il ritorno di Vashna ha scatenato il temuto sorgere delle legioni dei morti senza pace dall'abisso del Maakengorge. L'inizio di questo libro catapulta il grande maestro quasi immediatamente in questo scenario di lotta in cui avrà la responsabilità di comandare una parte dell'armata di Sommerlund, rafforzata da Vakeros di Dessi e maghi della confraternita, contro questa antica minaccia. In un turbine di attacchi e magie la battaglia sembra prendere una piega favorevole alle forze del bene ed ecco che a quel punto fa la sua comparsa il Signore delle Tenebre Vashna, scatenando il potere del lago di sangue, una forza maligna che neppure i ramas rafforzati dall'arrivo di Oberon sono in grado di arrestare! Proprio al culmine della sconfitta ecco arrivare Lupo Solitario che scarica sul Signore delle Tenebre tutta la forza della sua Spada del Sole costringendo Vashna alla fuga in una scena carica di emozioni. Purtroppo la vittoria deve presto lasciare spazio alla paura; le notizie portate da Oberon sono estremamente preoccupanti e costringeranno il grande maestro ad un viaggio rapido verso sud per prevenire il sorgere di un antico nemico il cui solo nome fa tremare anche i più coraggiosi: Agarash il dannato. Aiutato da suo fratello ramas Fiamma Splendente, Oberon e dal mago Acraban si dirige nel Magnamund meridionale mentre Lupo Solitario e Mano d'acciaio scenderanno nello Zaut per sconfiggere definitivamente Vashna. Dopo questo elettrizzante inizio, si entra nel cuore della vera missione di questo volume. Un antico ordine segreto, i Naarvakim, lavorando nell'ombra ha raccolto nei secoli molte delle reliquie e dei resti di Agarash allo scopo di riportarlo nel Magnamund dalla sua prigione nell'abisso dell'eterno dolore. I loro piani sono quasi compiuti e in una corsa contro il tempo i nostri eroi dovranno cercare di annientare le ultime reliquie e trovare la loro base per distruggerli prima che possano compiere il rituale. La prima tappa li porta nella valle del Tkukoma a Chai, dove in un santuario protetto dalla magia dei maghi anziani si trova il Cuore di Agarash. Qui ritroveranno vecchie amicizie e nemici ma nessun indizio su dove si trovi il nascondiglio dei Naarvakim. A questo punto la storia si dirama in tre percorsi distinti: per scoprire degli indizi sulla posizione della base dei loro nemici il grande maestro e i suoi compagni potranno visitare tre luoghi diversi, ognuno con i suoi pericoli ma anche con diverse informazioni sulla storia e gli eventi del passato. Potranno andare a Taklakot a cercare indizi in quella che era una delle basi di Shasarak. La seconda alternativa è quella di recarsi a Otavai e cercare informazioni nel palazzo di Sejanoz. La terza opzione consiste nel recarsi nel sepolcro di uno dei Maghi Anziani che combatté Agarash, sepolcro che giace nelle pericolose terre inesplorate della foresta di Kelder. Durante il viaggio il grande maestro avrà modo di parlare con due dei suoi compagni di viaggio, che possono essere utili sia come fonti di informazione sia in modo più pratico. Da queste pericolose missioni riusciranno ad apprendere il luogo in cui si svolgerà il maledetto rituale: la fortezza di Naaros. Durante il viaggio verso le terre maledette, il grande maestro avrà una seconda occasione di parlare con due dei suoi compagni, con la possibilità di approfondire i discorsi avviati nel viaggio di andata se deciderà di parlare nuovamente con le stesse persone. Tra mille difficoltà riuscirà ad arrivare alla sala del trono di Naaros, ma per quanto forti siano i suoi poteri ramas, sarà inchiodato dallo sguardo di Agarash e costretto ad assistere al suo ritorno; in una scena epica il Vero Figlio di Naar richiama alla guerra gli agarashi e inizia a diffondere la notte eterna sul Magnamund. Con la sua inimmaginabile potenza Agarash evoca i Vaag e li invia ad attaccare il monastero ramas di Lorn! Solo grazie al potere di teletrasporto di Oberon il grande maestro riuscirà a fuggire in salvo; grazie a questa tempestiva manovra avrà il tempo di preparare le difese del monastero per una battaglia epica! All'apice dello scontro il grande maestro affronterà il capo dei Vaag ma quando sarà vicino alla vittoria la volontà e la potenza di Agarash prenderanno possesso del suo avversario costringendo il grande maestro a terra e ribaltando l'esito dello scontro e della battaglia: i ramas sono sconfitti! Proprio in questo momento di massima oscurità il grande maestro sarà inondato dalla luce divina di Ramas e avrà un'apoteosi che lo eleva immediatamente a livello di Supremo Maestro Ramas. Inondato dalla luce divina di ramas può finalmente affrontare il Vaag primevo posseduto da Agarash e in un duro scontro sconfiggerlo, causando il disorientamento dei restanti Vaag e quindi la fine vittoriosa della battaglia. Purtroppo l'esaltazione della vittoria è di breve durata. Agarash il dannato è ritornato, le nazioni del Magnamund meridionale sono coperte dall'oscurità evocata da Agarashi, e anche la missione di Lupo Solitario è fallita: il signore delle tenebre Vashna potenziato dal Lago di Sangue si è dimostrato troppo forte persino per lui! Lupo Solitario stesso è stato ferito gravemente. Il destino del Magnamund è in bilico e nell'epilogo di questo libro si preannuncia un nuovo tradimento nelle basi stesse di Toran.

## Sistema di gioco
Il Grande Maestro può contare su doti tattiche (Combattività) e fisiche (Resistenza). Inoltre, dopo aver completato l'apprendimento di tutte le discipline basilari Kai e Magnakai, può ora sfruttare la conoscenza di 15 tra le 16 nuove Discipline superiori Kai che forniscono un importante aiuto a seconda delle situazioni: Guerra Superiore, Controllo Animale Superiore, Liberazione (Medicina Avanzata), Assimilazione (Sparizione Avanzata), Fiuto Superiore, Interpretazione Superiore, Raggio Kai, Scudo Kai, Difesa Superiore, Telegnosi (Divinazione Avanzata), Magi-Magic (Magia del Regno Antico), Alchimia Kai (Magia della Confraternita), Astrologia, Maestria delle Erbe, Elementalismo e Maestria Bardica.
Gli oggetti raccolti sono contenuti in uno zaino, a eccezione degli oggetti "speciali". Il denaro, in Corone d'oro, è contenuto in una borsa.
I combattimenti si svolgono confrontando in primis i punteggi di Combattività del Grande Maestro e dell'avversario, che generano un rapporto di forza positivo, negativo o neutro. Il lettore estrae un numero dalla "Tabella del Destino" (che equivale a un d10) e nella tabella Risultati di combattimento incrocia quella riga alla colonna del corrispondente rapporto di forza di quel combattimento, togliendo punti di Resistenza a se stesso e/o all'avversario